# 禮受車站
禮受站（日语：／ Reuke eki */?）是位於北海道留萌市禮受町，隸屬於北海道旅客鐵道（JR北海道）留萌本線，已廢除的鐵路車站。電報略號為レウ。
車站名稱源於阿伊努語「rewke-p」（彎曲的地方），主要指附近那些突出的岬造成的彎曲地型。

## 歷史
- 1921年（大正10年）11月5日 - 隨著鐵道省留萌線留萌車站至增毛車站路段全線貫通而開始營運。
- 1930年（昭和6年）10月10日 - 留萌線改稱為留萌本線。
- 1949年（昭和24年）6月1日 - 由日本國有鐵道接管。
- 1960年（昭和35年）9月15日 - 廢除貨物裝卸業務。
- 1963年（昭和38年）5月1日 - 車站業務委託化。
- 1984年（昭和59年）2月1日 - 廢除行李裝卸業務。車站無人化。
- 1980年後半 - 候車室改建，轉為使用貨物列車改建的候車室。
- 1987年（昭和62年）4月1日 - 由於國鐵分割民營化，車站由JR北海道管理。
- 2016年（平成28年）12月5日 - 由於留萌車站至增毛站路段被廢除，本站正式廢站[1][2]。

## 車站構造
廢站時為1面1線的地面車站，側式月台位於路軌的西方（增毛方向的右方），沒有轉轍器的棒線車站。車站後方曾設有沒有月台的側線，留萌方向亦有分岔至候車室旁的貨物裝卸線。但這些設備都在取消貨物裝卸業務的同時拆除。月台側的路軌仍有轉轍器的痕跡。
舊的候車室為車站還有職員時興建的木造建築，但經過長時間後已損毀。現存的候車室是無人車站時期利用列車改建成的，與宗谷本線的候車室設計相同。由於新候車室放置於舊候車室的地基上，因此設置了階級。候車室位於整個車站的西側，與車站月台的中央位置連接。由於鄰近海邊，候車室的外殼被嚴重侵蝕而出現不少鏽跡，部份鐵板有裂開的情況。月台主要由1983年舖設的礫石而成。
2016年曾發生站名標誌牌被盜取的事件。

## 載客量
- 1992年的每天載客量為6人，每天上下車乘客量為12人。
- 2011年至2015年度平均每天載客量少於1人[4]。

## 車站周邊
漁港的村落。由於位於鄰近海邊稍高的小山上，冬季時風比較強烈。此外，由於位於比海稍高的位置，候車室的窗能夠觀看到日本海。而車站後面是小山。
- 國道231號（日语：国道231号）（U-LO-LON線）
- 禮受簡易郵局
- 舊留萌佐賀家漁場 - 國家指定歷史遺跡，於江戶後期至明治初期的建築。
- 關家番屋
- 市營禮受牧場
- 日本海 - 距離約0.1km
- 沿岸巴士「禮受站」車站

## 相鄰車站
北海道旅客鐵道
留萌本線
瀨越－（（臨）濱中海水浴場）－禮受－阿分
濱中海水浴場車站為1989年設立的臨時車站，已於1995年廢除。

## 外部連結
- 禮受站（JR北海道旭川分社）
- 互聯網檔案館存檔